# Geraldo Verdier
Pour les articles homonymes, voir Verdier.
Geraldo Verdier, né Gérald, Jean, Paul, Roger Verdier le 28 mars 1937 à Alban dans le Tarn et mort le 22 octobre 2017 à Porto Velho au Brésil,  est un évêque catholique franco-brésilien, évêque de Guajará-Mirim (pt) au Brésil de juillet 1980 à décembre 2011.

## Biographie
Gérald Verdier naît et grandit dans le Tarn. Il n'a que douze ans lorsque nait sa vocation au hasard d'une rencontre avec Mgr François-Xavier Rey missionnaire à Guajara-Mirim au Brésil de passage dans sa région natale.
Ordonné le 30 mars 1963, il part  pour le Brésil, d'abord dans le sud du pays, puis, au bout de dix ans, il rejoint le territoire de Guajara-Mirim, province du Rondônia, État situé à la frontière bolivienne, au cœur de la forêt amazonienne. C'est la mission de Guajara-Mirim.
En 1978, il est nommé administrateur de la prélature territoriale de Guajara-Mirim. Le 16 octobre 1979, Jean-Paul II érige cette prélature en diocèse et le 31 juillet 1980 le nomme premier évêque de Guajara-Mirim. Il reçoit la consécration épiscopale le 25 octobre 1980 des mains de Mgr Carmine Rocco (it), nonce apostolique au Brésil.
Mgr Verdier exerce son ministère auprès des Indiens d'Amazonie, les aidant à faire respecter leurs droits par l'État brésilien. Ses prises de positions lui auraient valu des menaces de mort. Il se retire le 9 décembre 2011 à quelques semaines de ses 75 ans.
Il meurt des suites d'un AVC à Porto Velho dans le Rondônia au Brésil le 22 octobre 2017.

## Publication
- Au cœur de l'Amazonie, l'Église des pauvres, CLD, 2007